# Macromaxillocaris bahamaensis
Macromaxillocaris bahamaensis is een tienpotigensoort uit de familie van de Macromaxillocarididae. De wetenschappelijke naam van de soort is voor het eerst geldig gepubliceerd in 2006 door Alvarez, Iliffe & Villalobos.